# Мојстрана
Мојстрана (словен. Mojstrana) је насељено место у општини Крањска Гора, Горењска регија, Словенија.

## Историја
До територијалне реорганизације у Словенији била је у саставу старе општине Јесенице.

## Становништво
У попису становништва из 2011. године, Мојстрана је имала 1.175 становника.
| Број становника према пописима | Број становника према пописима | Број становника према пописима |
| ------------------------------ | ------------------------------ | ------------------------------ |
| 1991                           | 2002                           | 2011                           |
| 1.297                          | 1.211                          | 1.175                          |

## Галерија
- панорама
- мост на Сави Долинки
- пејзаж
- барокни споменик у близини цркве